# N22 (Luxemburg)
De N22 (Luxemburgs: Nationalstrooss 22) is een nationale weg in Luxemburg tussen de Belgische grens bij Aarlen en Colmar-Berg en de Belgische. De route heeft een lengte van ongeveer 27 kilometer. 
De route begint in het verlengde van de Belgische N882 en gaat voor een overgroot deel langs de rivier Attert naar Colmar-Berg waar het in het centrum aansluit op de N7.

## Plaatsen langs de N22
- Oberpallen
- Ell
- Redange
- Rodbach
- Everlange
- Useldange
- Boevange-sur-Attert
- Bissen
- Colmar-Berg

## N22a
De N22a is een ongeveer 400 meter lange verbindingsweg in Rodbach. De route verbindt de N12 vanuit noordelijke richting met de N22.

## N22b
De N22b is een verbindingsweg in Rodange. De ongeveer 650 meter lange route is een eenrichtingsverkeersweg richting Aarlen toe. De N22 is hier zelf een eenrichtingsverkeersweg richting Colmar-Berg.
N1 ·
N2 ·
N3 ·
N4 ·
N5 ·
N6 ·
N7 ·
N8 ·
N10 ·
N11 ·
N12 ·
N13 ·
N14 ·
N15 ·
N16 ·
N17 ·
N18 ·
N19 ·
N20 ·
N21 ·
N22 ·
N23 ·
N24 ·
N25 ·
N26 ·
N27 ·
N28 ·
N31 ·
N32 ·
N33 ·
N34 ·
N35 ·
N37 ·
N38
N50 ·
N51 ·
N52 ·
N53 ·
N55 ·
N56 ·
N57